# Suleiman Omolade
Suleymane Akeem Omolade (Kwara, 15 dicembre 1985) è un ex calciatore nigeriano, di ruolo centrocampista.

## Carriera

### Club
Il 19 luglio 2016 viene acquistato a titolo definitivo dalla squadra greca del Lamia.